# Terapia psichedelica
La terapia psichedelica si riferisce a quelle pratiche terapeutiche che comportano l'uso di sostanze psichedeliche, come LSD e psilocibina, principalmente per assistere la psicoterapia.
Dagli anni cinquanta fino ai primi anni settanta psichiatri, terapeuti e ricercatori hanno somministrato l'LSD a migliaia di persone come trattamento per l'alcolismo, così come per l'ansia e la depressione nei malati di cancro terminale., ma lo psicoterapeuta Stanislav Grof ha esplorato il loro potenziale anche nella psicoterapia di soggetti privi di afflizioni specifiche.
A differenza della farmacoterapia psichiatrica convenzionale in cui il paziente assume regolarmente un medicinale, la terapia psichedelica si effettua con una singola assunzione del composto psichedelico durante una sessione estesa di psicoterapia, preceduta e seguita da ulteriori sessioni senza assunzioni di psichedelici per favorire l'integrazione dell'esperienza. Dal 1967, in seguito alla campagna proibizionista di Richard Nixon l'LSD e molti altri psichedelici sono stati resi illegali al pari delle droghe comunemente intese: pur non avendo effetti sulla loro diffusione clandestina, ciò rese molto difficile ottenerli legalmente per studiarli, portando alla fine delle ricerche scientifiche su di essi. 
Dai primi anni Zero, diversi nuovi studi stanno esplorando le proprietà terapeutiche delle sostanze psichedeliche quando utilizzate sotto la supervisione medica, specialmente nei confronti di alcune patologie psichiatriche come la depressione, l'ansia cronica e il disturbo post-traumatico da stress.

## Storia

### Albori
La terapia psichedelica, nel senso ampio del termine, risale ai sistemi di sapere e di pratiche di epoca preistorica riguardanti le piante allucinogene. Numerosi composti psichedelici sono presenti in natura contenuti in cactus, semi, cortecce e radici di varie piante. Sin dall'antichità gli sciamani e gli uomini di medicina usano le sostanze psichedeliche come un modo per accedere al "mondo degli spiriti". Alcuni elementi della pratica psicoterapeutica, sebbene siano considerati prevalentemente di natura spirituale, si possono ritrovare nei rituali enteogenici o sciamanici di molte culture.

### Metà del XX secolo
Poco dopo che Albert Hofmann scoprì le proprietà psicoattive dell'LSD nel 1943, i Laboratori Sandoz iniziarono la distribuzione diffusa dell'LSD ai ricercatori nel 1949. Durante gli anni '50 e '60, scienziati in diversi paesi hanno condotto ricerche approfondite sugli usi chemioterapici e psicoterapeutici dei farmaci psichedelici sperimentali. Oltre alla generazione di sei conferenze internazionali e alla pubblicazione di dozzine di libri, oltre la metà degli anni Sessanta sono stati pubblicati oltre 1.000 documenti clinici sottoposti a peer-review sull'uso dei composti psichedelici (somministrati a circa 40.000 pazienti). I sostenitori ritenevano che le droghe psichedeliche facilitassero i processi psicoanalitici, rendendoli particolarmente utili per i pazienti con condizioni come l'alcolismo che sono altrimenti difficili da trattare. Tuttavia, molti di questi studi non hanno soddisfatto gli standard metodologici richiesti oggi.
Ricercatori come Timothy Leary sentivano che le sostanze psichedeliche potevano alterare la struttura della personalità fondamentale o il sistema di valori soggettivi di un individuo, con un grande potenziale beneficio. A partire dal 1961, Leary condusse esperimenti con detenuti nel tentativo di ridurre la recidiva, con sedute di psicoterapia brevi e intense. Ai partecipanti veniva somministrata psilocibina a cadenza settimanale, con regolari sessioni di terapia di gruppo nel mezzo. La terapia psichedelica è stata applicata anche in una serie di altre specifiche popolazioni di pazienti, tra cui alcolismo, bambini con autismo e persone con malattia terminale.

### Regolamento e proibizione della fine del XX secolo
Durante gli anni '60, le preoccupazioni sollevate sulla proliferazione dell'uso non autorizzato di droghe psichedeliche da parte dell'opinione pubblica (e, in particolare, della controcultura) portarono all'imposizione di restrizioni sempre più severe alla ricerca medica e psichiatrica condotta con sostanze psichedeliche. Molti paesi hanno vietato l'LSD o l'hanno reso estremamente scarso e, inchinandosi alle preoccupazioni del governo, Sandoz ha interrotto la produzione di LSD nel 1965. Durante un'audizione del Congresso degli Stati Uniti nel 1966, il senatore Robert Kennedy ha messo in dubbio lo spostamento di opinione, affermando: "Forse in una certa misura abbiamo perso di vista il fatto che (l'LSD) può essere molto, molto utile nella nostra società se usato correttamente". Nel 1968, Dahlberg e colleghi pubblicarono un articolo sull'American Journal of Psychiatry che dettagliava varie forze che avevano screditato con successo la ricerca sull'LSD legittima. Il saggio sostiene che gli individui nel governo e nell'industria farmaceutica hanno sabotato la comunità di ricerca psichedelica cancellando studi e analisi in corso e etichettando veri scienziati come ciarlatani.
Gli studi sulle applicazioni medicinali delle sostanze psichedeliche cessarono completamente negli Stati Uniti quando la Legge sulle sostanze controllate fu approvata nel 1970. L'LSD e molti altri psichedelici furono inseriti nella categoria "Tabella I", la più restrittiva, dalla Drug Enforcement Administration degli Stati Uniti. Si ritiene che i composti di Tabella I posseggano "un potenziale significativo di abuso e dipendenza" e "non abbiano alcun valore medicinale riconosciuto", rendendoli effettivamente illegali da utilizzare negli Stati Uniti a tutti gli effetti. Nonostante le obiezioni della comunità scientifica, la ricerca autorizzata sulle applicazioni terapeutiche dei farmaci psichedelici era stata sospesa a livello mondiale negli anni '80.
Nonostante l'ampia proibizione, la ricerca psichedelica non ufficiale e le sessioni terapeutiche continuarono tuttavia nei decenni successivi. Alcuni terapeuti hanno sfruttato finestre di opportunità che hanno preceduto la programmazione di particolari sostanze o, in alternativa, hanno sviluppato tecniche non farmacologiche come il "Breathwork olotropico" per raggiungere stati di coscienza simili. La terapia psichedelica informale è stata condotta clandestinamente in reti sotterranee composte da sedute svolte sia da terapeuti autorizzati che da autodidatti all'interno della comunità. A causa della natura ampiamente illegale della terapia psichedelica in questo periodo, sono disponibili poche informazioni sui metodi utilizzati. Gli individui che hanno pubblicato informazioni tra il 1980 e il 2000 riguardo alla psicoterapia psichedelica includono George Greer, Ann Shulgin (TiHKAL, con Alexander Shulgin), Myron Stolaroff (The Secret Chief, riguardo alla terapia sotterranea di Leo Zeff) e Athanasios Kafkalides.

### Rinascita del primo XXI secolo
Nei primi anni 2000, un rinnovato interesse per l'uso psichiatrico delle sostanze psichedeliche ha contribuito a un aumento della ricerca clinica incentrata sugli effetti psicofarmacologici di questi farmaci e sulle loro successive applicazioni. I progressi della scienza e della tecnologia hanno permesso ai ricercatori di raccogliere e interpretare estesi dati provenienti da studi sugli animali e l'avvento di nuove tecnologie come la PET e la risonanza magnetica ha permesso di esaminare i siti di azione degli allucinogeni nel cervello. [16] Inoltre, sono stati condotti studi retrospettivi che hanno coinvolto utilizzatori di droghe illecite come volontari, consentendo di raccogliere dati su come le sostanze psichedeliche influenzano il cervello umano, evitando allo stesso tempo le difficoltà burocratiche associate alla fornitura di sostanze illegali ai soggetti. Il nuovo secolo ha anche introdotto un più ampio cambiamento nell'atteggiamento politico nei confronti della medicina psichedelica, in particolare nell'ambito della Food and Drug Administration (FDA). Curtis Wright, vicedirettore della Divisione FDA di Anestesia, Critical Care e Addiction Drugs spiega una motivazione per questo cambiamento: "l'agenzia è stata contestata legalmente in un certo numero di casi e ha iniziato anche un processo di introspezione, chiedendosi "È giusto trattare questa classe di farmaci in modo diverso?"
A partire dal 2014, i trattati internazionali che elencano l'LSD e la psilocibina come sostanze controllate dalla "Tabella I" continuano a inibire una migliore comprensione di questi farmaci. Gran parte della rinnovata ricerca clinica è stata condotta con psilocibina e MDMA negli Stati Uniti con il permesso speciale della FDA, mentre altri studi hanno studiato i meccanismi e gli effetti dell'ayahuasca e dell'LSD. La psicoterapia assistita da MDMA viene attivamente ricercata dalla Multidisciplinary Association for Psychedelic Studies (MAPS). Gli studi di "fase due" condotti tra il 2004 e il 2010 hanno riportato un tasso di remissione globale del 66,2% e bassi tassi di effetti avversi per soggetti con DPTS cronico. Solo sei studi formali sulle applicazioni dell'LSD si sono verificati tra il 1990 e il 2017. Non sono state osservate complicanze della somministrazione di LSD. Dal primo luglio del 2023 la psilocibina potra essere prescritta da psichiatri australiani autorizzati per il trattamento della depressione resistente ad altre terapie.
Negli ultimi abbiamo assistito alla creazioni di molte cliniche psichedeliche sparse in tutto il mondo che utilizzano principalmente la ketamina. Questa, pur non essendo riconosciuta interamente come una sostanza psichedelica, viene impiegata in ambito clinico per trattare diverse patologie. La terapia assistita con la ketamina (KAP), sta avendo un'enorme risonanza nell'ambito terapeutico soprattutto per il trattamento della depressione maggiore, il DOC, l'anoressia nervosa e altre patologie.

## Applicazioni
Le sostanze psichedeliche che possono avere usi terapeutici includono la psilocibina (il principale composto attivo trovato nei "funghi magici"), l'LSD e la mescalina (il principale composto attivo nel cactus del peyote). Sebbene la storia di queste sostanze abbia ostacolato la ricerca sul loro potenziale valore medicinale, gli scienziati sono ora in grado di condurre studi e rinnovare la ricerca che è stata interrotta negli anni '70. Alcune ricerche hanno dimostrato che queste sostanze hanno aiutato persone con tali disturbi mentali come il disturbo ossessivo-compulsivo, il disturbo post-traumatico da stress, l'alcolismo, la depressione e la cefalea a grappolo. Nel 2018 la Food and Drug Administration (FDA) ha assegnato la Breakthrough Therapy Designation per la terapia assistita da psilocibina per la depressione resistente al trattamento. Nel 2019 la FDA ha concesso la designazione anche per la terapia con psilocibina nel trattamento del disturbo depressivo maggiore. Alcune delle note sostanze psichedeliche che sono state usate fino ad oggi sono: LSD, DMT, psilocibina, mescalina, 2C-B, 2C-I, 5-MeO-DMT, AMT, ibogaina e DOM. In generale, tuttavia, i farmaci rimangono scarsamente comprensibili. I loro effetti sono fortemente dipendenti dall'ambiente in cui vengono dati e dallo stato mentale del ricevente.

### Alcolismo
Gli studi di Humphrey Osmond, Betty Eisner e altri hanno esaminato la possibilità che la terapia psichedelica potesse trattare l'alcolismo (o, meno comunemente, altre dipendenze). Una revisione dell'utilità della terapia psichedelica nel trattare l'alcolismo ha concluso che la possibilità non era né provata né confutata.] Un'altra approfondita meta-analisi del 2012 ha rilevato che "In un'analisi aggregata di sei studi clinici controllati randomizzati, una singola dose di LSD ha avuto un significativo effetto benefico sull'abuso di alcool alla prima valutazione di follow-up, che variava da 1 a 12 mesi dopo la dimissione da ciascun programma di trattamento. Questo effetto del trattamento dell'LSD sull'abuso di alcol è stato osservato anche a 2/3 mesi ea 6 mesi, ma non era statisticamente significativo a 12 mesi dopo il trattamento. Tra i tre studi che riportavano astinenza totale da uso di alcol, c'era anche un significativo effetto benefico dell'LSD al primo follow-up segnalato, che andava da 1 a 3 mesi dopo la dimissione da ciascun programma di trattamento. ".
I primi studi sugli alcolizzati sottoposti a trattamento con LSD hanno riportato un tasso di successo del 50% dopo una singola seduta ad alte dosi. Tuttavia, gli studi che hanno riportato alti tassi di successo hanno avuto controlli insufficienti, mancavano misure oggettive di cambiamento genuino e non hanno condotto interviste di follow-up rigorose con i soggetti. Nonostante la mancanza di prove conclusive, le segnalazioni di casi individuali sono spesso notevoli. Bill Wilson, il fondatore di Alcolisti Anonimi, condusse esperimenti sotto controllo medico negli anni '50 sugli effetti dell'LSD sull'alcolismo. Bill afferma che "è un fatto generalmente riconosciuto nello sviluppo spirituale che la riduzione dell'Io rende possibile l'influsso della grazia di Dio. Se, quindi, sotto LSD possiamo avere una riduzione temporanea, così possiamo vedere meglio cosa siamo e dove stiamo andando - beh, questo potrebbe essere di qualche aiuto. L'obiettivo potrebbe diventare più chiaro. Così considero l'LSD di qualche valore per alcune persone, e praticamente di nessun danno a nessuno. Non prenderà il posto di nessuno degli esistenti mezzi con cui possiamo ridurre l'Io e tenerlo ridotto. " Wilson riteneva che l'uso regolare dell'LSD in un ambiente strutturato attentamente controllato potrebbe essere vantaggioso per molti alcolisti in via di guarigione. Tuttavia, sentiva che questo metodo dovrebbe essere tentato solo da individui con super-io ben sviluppati. Nel 1957 Wilson scrisse una lettera a Heard dicendo: "Sono certo che l'esperimento LSD mi ha aiutato moltissimo: mi trovo con una percezione dei colori intensificata e un apprezzamento della bellezza quasi distrutto dai miei anni di depressione". La maggior parte dei membri della AA era però fortemente contraria alla sua sperimentazione di una sostanza che alterava la mente.

### Malattie terminali
Richard Yensen, Albert Kurland e altri ricercatori hanno raccolto prove che la terapia psichedelica potrebbe essere utile a coloro che soffrono di ansia e altri problemi associati alla malattia terminale. Nel 1965, la ricerca consistente nel fornire un'esperienza psichedelica per i malati terminali fu condotta presso lo Spring Grove State Hospital nel Maryland. Dei 17 pazienti morenti che hanno ricevuto LSD dopo un'adeguata preparazione terapeutica, un terzo è migliorato "drammaticamente", un terzo migliorato "moderatamente" e un terzo è rimasto invariato dai criteri di riduzione della tensione, depressione, dolore e paura della morte.
Una lettera dell’Associazione Luca Coscioni, sottoscritta da oltre 170 esponenti del mondo della medicina, della ricerca e della psicoterapia, chiede al Governo Italiano di prevedere gli psichedelici tra le terapie prescrivibili nell’ambito delle cure palliative.

## Metodi

### Terapia psicolitica
La terapia psicolitica prevede l'uso di dosi medio-basse di farmaci psichedelici, ripetutamente a intervalli di 1-2 settimane. Il terapeuta è presente durante il picco dell'esperienza e in altri momenti, se necessario, per aiutare il paziente a elaborare il materiale che si presenta e per offrire supporto quando necessario. Questa forma generale di terapia è stata utilizzata principalmente per il trattamento di pazienti con disturbi nevrotici e psicosomatici. Il nome fu coniato da Ronald A. Sandison. Sandison si riferì per la prima volta al modello psicolitico nel 1955 in un discorso all'American Psychiatric Association, e usò il termine "terapia psicolitica" nel 1960 all'"European Symposium on Psychotherapy Under LSD-25" all'Università di Gottinga, convocata da Hanscarl Leuner. Nel 1964 Leuner formò la Società medica europea per la terapia psicolitica. letteralmente significa "dissolvimento dell'anima", e si riferisce alla convinzione che la terapia possa dissolvere i conflitti nella mente. La terapia psicolitica è stata storicamente un approccio importante alla psicoterapia psichedelica in Europa, ma è stata praticata anche negli Stati Uniti da alcuni psicoterapeuti, tra cui Betty Eisner.
Un vantaggio delle droghe psichedeliche nell'esplorare l'inconscio è che una scheggia cosciente dell'io adulto di solito rimane vigile durante l'esperienza. Durante la seduta, i pazienti rimangono intellettualmente vigili e ricordano vividamente le loro esperienze. In questo stato altamente introspettivo, essi sono anche attivamente consapevoli delle difese dell'io come la proiezione, la negazione e lo spostamento in quanto reagiscono a se stessi e alle loro scelte nell'atto di crearli.
L'obiettivo finale della terapia è quello di fornire un contesto sicuro, reciprocamente compassionevole attraverso il quale il profondo e intenso rivivere dei ricordi possa essere filtrato attraverso i principi della vera psicoterapia. Aiutato dallo stato profondamente introspettivo raggiunto dal paziente, il terapeuta lo assiste nello sviluppo di una nuova struttura di vita o di una filosofia personale che riconosca la responsabilità individuale del cambiamento.
In Germania Hanscarl Leuner ha progettato una terapia psicolitica, che è stata sviluppata ufficialmente, ma è stata utilizzata anche da alcuni terapeuti dell'underground socio-politico negli anni '70.

### Terapia psichedelica
La terapia psichedelica comporta l'uso di dosi molto elevate di droghe psichedeliche, con lo scopo di promuovere esperienze culmine trascendentali, estatiche, religiose o mistiche. I pazienti trascorrono la maggior parte del periodo acuto dell'attività del farmaco sdraiati con mascherine, ascoltando musica ed esplorando la loro esperienza interiore. Il dialogo con i terapeuti è scarso durante le sessioni, ma essenziale durante le sedute di psicoterapia prima e dopo l'esperienza della droga. Ci sono due terapeuti, un uomo e una donna. La recente ripresa della ricerca utilizza questo metodo. Esso è più strettamente allineato alla psicologia transpersonale che alla psicoanalisi tradizionale. La terapia psichedelica è praticata principalmente in Nord America. Il metodo della terapia psichedelica fu iniziato da Humphry Osmond e Abram Hoffer (con qualche influenza da Al Hubbard) e replicato da Keith Ditman.

### Altre variazioni
In Cecoslovacchia, Stanislav Grof sviluppò una forma di trattamento che sembrava fare da ponte tra queste due forme principali. Ha analizzato l'esperienza dell'LSD in un contesto psicoanalitico freudiano o junghiano, oltre a dare un valore significativo all'esperienza transpersonale, mistica o spirituale che spesso ha permesso ai pazienti di rivalutare la loro intera filosofia di vita.
Il terapista cileno Claudio Naranjo ha sviluppato un ramo della terapia psichedelica che utilizza farmaci come MDA, MDMA, armalina e ibogaina.

#### Terapia anaclitica
Il termine anaclitico (dal greco antico "ἀνάκλιτος", anaklitos - "appoggiarsi") si riferisce ai bisogni e alle tendenze primitivi, infantili diretti verso un oggetto d'amore pre-genitale. Sviluppata da due psicoanalisti londinesi, Joyce Martin e Pauline McCririck, questa forma di trattamento è simile agli approcci psicolitici in quanto si basa in gran parte su un'interpretazione psicoanalitica delle abreazioni prodotte dal trattamento, ma tende a concentrarsi su quelle esperienze in cui il paziente incontra sentimenti carnali di deprivazione emotiva e frustrazione derivante dai bisogni infantili della sua prima infanzia. Di conseguenza, il trattamento è stato sviluppato con lo scopo di soddisfare direttamente quei desideri repressi di amore, contatto fisico e altri bisogni istintuali rivissuti dal paziente. Pertanto, il terapeuta è completamente impegnato con il soggetto, in contrasto con l'atteggiamento distaccato tradizionale dello psicoanalista. Con gli intensi episodi emotivi che accompagnano l'esperienza psichedelica, Martin e McCririck si proponevano di interpretare il ruolo di "madre", entrando in stretto contatto fisico con i pazienti cullandoli, dando loro latte da una bottiglia, ecc..

#### Terapia ipnodelica
La terapia ipnodelica, come suggerisce il nome, è stata sviluppata con l'obiettivo di massimizzare il potere della suggestione ipnotica combinandola con l'esperienza psichedelica. Dopo aver addestrato il paziente a rispondere all'ipnosi, l'LSD veniva somministrato e durante la fase iniziale del farmaco il paziente veniva posto in uno stato di trance. Levine e Ludwig hanno trovato che la combinazione di queste tecniche è più efficace dell'uso di una di queste due componenti separatamente.